# Heut’ gehn wir bummeln
Heut’ gehn wir bummeln ist eine US-amerikanische Musicalverfilmung unter Regie von Gene Kelly und Stanley Donen aus dem Jahr 1949. Der alternative Langtitel des Films lautet Heut’ gehn wir bummeln – Das ist New York!.

## Handlung
Die drei Matrosen Gabey, Chip und Ozzie erhalten 24 Stunden Landgang in New York City. Chip will unbedingt die Sehenswürdigkeiten der Stadt erkunden, und so nutzen die drei die ersten Stunden für einen Rundgang durch die Metropole. In der U-Bahn entdeckt Gabey das Plakat der Miss Turnstiles des Monats Juni, Ivy Smith, und stellt sich die schöne Ivy als berühmte Frau vor. Er will sie kennenlernen und sieht sie kurz darauf für einen Moment am Bahnsteig. Sie steigt in die nächste U-Bahn ein – die drei Männer eilen zum nächstbesten Taxi, um die U-Bahn einholen zu können, und lernen so die Taxifahrerin Brunhilde Esterhazy kennen, die sofort ein Auge auf Chip geworfen hat und ihn nicht mehr von ihrer Seite weichen lassen will. Die drei Männer verfehlen Ivy am nächsten Bahnhalt.
Da das Plakat verschiedene Hobbys von Ivy, darunter Museumsbesuche, auflistet, besuchen Gabey, Chip, Ozzie und Brunhilde nun die verschiedensten Museen New Yorks, obwohl Brunhildes Schicht als Taxifahrerin schon lange vorüber ist. Im Museum of Anthropological History lernt Ozzie die Wissenschaftlerin Claire kennen, die von seiner Ähnlichkeit mit einem Urmenschen begeistert ist. Bald geht durch eine Unachtsamkeit ein Saurierskelett zu Bruch und die fünf flüchten. Sie teilen sich nun auf – Gabey sucht Ivy, während Brundhilde mit einiger Mühe den Sehenswürdigkeiten-verrückten Chip zu sich nach Hause lotst, dort jedoch von ihrer unattraktiven, verschnupften Mitbewohnerin Lucy überrascht wird. Auch Ozzie und Claire haben besseres zu tun, als Ivy zu suchen. Die wiederum befindet sich gerade beim Ballettunterricht, als Gabey sie findet. Gabey behandelt sie wie eine berühmte Person und Ivy spielt das Spiel mit. Sie verabreden sich für halb neun auf dem Empire State Building, wo sich auch die drei Matrosen wiedertreffen wollten – Ivy verschweigt Gabey, dass sie halb zwölf auf Coney Island einen Job als einfache Tänzerin hat.
Die drei Pärchen treffen sich und ziehen durch die Bars, wobei Ivy durch kleine Bestechungen durch das Personal immer als VIP behandelt wird. Halb zwölf ist sie mit einem Mal verschwunden und Gabey trauert. Auch, dass Brunhilde ihm in Lucy ein neues Date verschafft, kann ihn nicht trösten. Sie erfahren schließlich von Ivys Tanzlehrerin, dass Ivy auf Coney Island auftritt. Brunhilde eilt mit den vier Mitfahrern in ihrem Taxi nach Coney Island und wird prompt von der Polizei wegen Raserei verfolgt. In Coney Island sieht Gabey Ivy schließlich als Bauchtänzerin und beide sprechen sich aus. Es stellt sich heraus, dass beide im selben Ort aufgewachsen sind und Gabey versichert Ivy, sie zu lieben, egal welche gesellschaftliche Stellung sie besitzt. Es kommt schließlich zur Konfrontation mit der Polizei. Die drei Matrosen werden zurück auf ihr Schiff gebracht. Brundhilde, Claire und Ivy werden wegen Taxidiebstahls, Saurierzerstörens und Raserei zur Rede gestellt und können alle drei Vorwürfe mit geschickten Verweisen auf Patriotismus und Nächstenliebe aus der Welt schaffen. Sie werden zum Hafen gebracht und können sich dort von ihren Männern verabschieden. Kaum sind Gabey, Chip und Ozzie an Bord, gehen die nächsten Matrosen für Landurlaub von Bord und begrüßen New York, wie es bereits die drei Matrosen 24 Stunden vorher getan hatten.

## Produktion
Der Film wurde vom 28. März bis zum 2. Juli 1949 an Originalschauplätzen in New York City gedreht. Die Szenen um das Saurierskelett entstanden im American Museum of Natural History. Es war die erste Regiezusammenarbeit von Gene Kelly und Stanley Donen.
Heut’ gehn wir bummeln kam am 8. Dezember 1949 in die US-amerikanischen Kinos und lief in Deutschland am 2. Februar 1952 an.
Der Film beruht auf dem Broadway-Musical On the Town von Leonard Bernstein, das am 28. Dezember 1944 im Adelphi Theatre Premiere hatte und in dem wie im Film Alice Pearce die Rolle der Lucy innehatte. Aus dem Bühnen-Musical wurden allerdings nur vier Musiknummern (I Feel Like I'm Not Out of Bed Yet; New York, New York; Miss Turnstiles Ballet und Come Up to My Place) in den Film übernommen. Die restlichen Lieder wurden von Roger Edens (Komposition) und Lennie Hayton (Dirigent) für den Film neu geschaffen, die dafür 1950 den Oscar für die beste Filmmusik eines Musikfilms (Best Music: Scoring of a Musical Picture) erhielten.

## Synchronisation
| Rolle           | Darsteller    | Deutscher Synchronsprecher |
| --------------- | ------------- | -------------------------- |
| Chip            | Frank Sinatra | Erik Ode                   |
| Gabey           | Gene Kelly    | Walter Gross               |
| Ozzie           | Jules Munshin | Georg Thomalla             |
| Claire Huddesen | Ann Miller    | Alice Treff                |
| Brunhilde       | Betty Garrett | Hannelore Schroth          |

Die Synchronisation erfolgte durch das MGM Synchronisations-Atelier Berlin.

## Kritik
Der katholische film-dienst nannte Heut’ gehn wir bummeln 1952 eine „inhaltlich […] recht seichte, oberflächliche Angelegenheit“, lobte jedoch, dass die Geschichte „mit hinreißendem Schwung serviert [werde]; ihre einfallsreiche Auflockerung durch Revueszenen zeigt vor allem brillantes tänzerisches Können. Die Darstellung ist recht sympathisch, die Musik weniger, die Kameraarbeit hervorragend.“
Das 1990 vom film-dienst herausgegebene Lexikon des Internationalen Films lobte den Film: „Die Musicalkomödie […] gelangt durch das brillante Zusammenspiel von Inszenierung, Choreographie, Musik […], Technik und Darstellung zu einer künstlerischen Harmonie, wie man sie in diesem Genre selten findet. […] Mit Witz, Romantik und vielen swingenden Evergreens wurde der Film zu einem Klassiker des Hollywoodmusicals“.
Für Cinema besitzt der Film „traumhafte Tanzsequenzen, Musik von Leonard Bernstein, pfiffige Dialoge: Gene Kelly nannte ‚On the Town‘ zu Recht sein Lieblingsmusical. Fazit: Fantastisches Musical mit grandios angejazzter Mucke“.
Recht angetan von dem Streifen zeigt sich auch der Evangelische Film-Beobachter: „Flott gedrehte Revue um einen Landurlaub von drei Matrosen in der Weltstadt New York mit vielen heiteren, originellen und grotesken Einfällen.“

## Auszeichnungen
Heut’ gehn wir bummeln gewann 1950 den Oscar in der Kategorie „Beste Filmmusik (Musikfilm)“. Zudem erhielt er 1950 den WGA Award der Writers Guild of America als „Bestes Musical“.
Er wurde 1951 bei den British Academy Film Awards für einen BAFTA-Award in der Kategorie „Bester Film“ nominiert, verlor jedoch gegen Alles über Eva. Zudem war der Film 1950 für einen Golden Globe in der Kategorie „Beste Kamera – Farbfilm“ nominiert, konnte sich jedoch nicht gegen den Trickfilm Die Abenteuer von Ichabod und Taddäus Kröte durchsetzen.
2018 wurde er in das National Film Registry aufgenommen.